# Asiatische Radsportmeisterschaften 2013
Die 33. Asiatischen Radsportmeisterschaften (33rd Asian Cycling Championships) fanden vom 7. bis 17. März 2013 in Neu-Delhi, Indien, statt. Veranstalter war die Asian Cycling Confederation (ACC). Gleichzeitig wurden die 20. Asiatischen Junioren-Radmeisterschaften durchgeführt.
Die Wettbewerbe im Bahnradsport fanden in der Indira Gandhi Arena statt. Erstmals trat mit der afghanischen Radsport-Frauennationalmannschaft ein Frauenteam Afghanistans bei einem internationalen Radsportwettbewerb an.

## Resultate

### Bahnradsport

#### Männer
| Disziplin             | Platz | Land                | Athlet                                                    |
| --------------------- | ----- | ------------------- | --------------------------------------------------------- |
| Sprint                | 1     | Malaysia            | Josiah Ng                                                 |
|                       | 2     | Iran                | Hassan Ali Varposhti                                      |
|                       | 3     | Südkorea            | Choi Lae-seon                                             |
| Teamsprint            | 1     | Volksrepublik China | Hu Ke Tang Qui Xu Chao                                    |
|                       | 2     | Malaysia            | Arfy Qhairant Amran Mohd Edrus Yunus Farhan Amri Zaid     |
|                       | 3     | Japan               | Kenta Inake Takashi Sakamoto Makuru Wada                  |
| Keirin                | 1     | Malaysia            | Josiah Ng                                                 |
|                       | 2     | Iran                | Mahmoud Parash                                            |
|                       | 3     | Südkorea            | Jun Won-gu                                                |
| Zeitfahren (1 km)     | 1     | Malaysia            | Mohd Rizal Tisin                                          |
|                       | 2     | Volksrepublik China | Zhang Miao                                                |
|                       | 3     | Südkorea            | Han Jae-ho                                                |
| Einerverfolgung       | 1     | Südkorea            | Jang Sun-jae                                              |
|                       | 2     | Kasachstan          | Dias Ömirsaqow                                            |
|                       | 3     | Iran                | Alireza Haghi                                             |
| Mannschaftsverfolgung | 1     | Südkorea            | Park Sung-baek Park Keon-woo Jang Sun-jae Park Seon-ho    |
|                       | 2     | Japan               | Eiya Hashimoto Shogo Ichimaru Kazuki Itō Kazushige Kuboki |
|                       | 3     | Hongkong            | Cheung King-lok Choi Ki Ho Kwok Ho Ting Leung Chun-wing   |
| Scratch               | 1     | Südkorea            | Cho Ho-sung                                               |
|                       | 2     | Iran                | Hossein Nateghi                                           |
|                       | 3     | Chinesisch Taipeh   | Liu Chih-feng                                             |
| Punktefahren          | 1     | Südkorea            | Cho Ho-sung                                               |
|                       | 2     | Hongkong            | Choi Ki Ho                                                |
|                       | 3     | Iran                | Mohammad Rajablou                                         |
| Omnium                | 1     | Kasachstan          | Artjom Sacharow                                           |
|                       | 2     | Volksrepublik China | Shan Shuang                                               |
|                       | 3     | Japan               | Kazushige Kuboki                                          |
| Madison               | 1     | Hongkong            | Kwok Ho Ting/Choi Ki Ho                                   |
|                       | 2     | Südkorea            | Choi Seung-woo/Jang Sun-jae                               |
|                       | 3     | Iran                | Alireza Haghi/Mohammad Rajablou                           |

#### Frauen
| Disziplin             | Platz | Land                | Athlet                                                 |
| --------------------- | ----- | ------------------- | ------------------------------------------------------ |
| Sprint                | 1     | Malaysia            | Fatehah Mustapa                                        |
|                       | 2     | Volksrepublik China | Shi Jingjing                                           |
|                       | 3     | Volksrepublik China | Li Xuemei                                              |
| Teamsprint            | 1     | Volksrepublik China | Li Xuemei Shi Jingjing                                 |
|                       | 2     | Japan               | Kanako Kase Ryoko Nakagawa                             |
|                       | 3     | Südkorea            | Hong Hyeon-ji Lee Hye-jin                              |
| Keirin                | 1     | Hongkong            | Lee Wai-sze                                            |
|                       | 2     | Malaysia            | Fatehah Mustapa                                        |
|                       | 3     | Volksrepublik China | Li Xuemei                                              |
| Zeitfahren (500 m)    | 1     | Hongkong            | Lee Wai-sze                                            |
|                       | 2     | Volksrepublik China | Shi Jingjing                                           |
|                       | 3     | Malaysia            | Fatehah Mustapa                                        |
| Einerverfolgung       | 1     | Südkorea            | Kim Yu-Ri                                              |
|                       | 2     | Japan               | Sakura Tsukagoshi                                      |
|                       | 3     | Volksrepublik China | Li Jiujin                                              |
| Mannschaftsverfolgung | 1     | Südkorea            | Kim Eun-Hee Kim Yu-Ri Lee Min-Hye Son Hee-Jung         |
|                       | 2     | Japan               | Kanako Kase Yoko Kojima Sakura Tsukagoshi Minami Uwano |
|                       | 3     | Volksrepublik China | Gong Xingyu Li Jiujin Sha Hui Zhang Li                 |
| Scratch               | 1     | Südkorea            | Kim Eun-Hee                                            |
|                       | 2     | Chinesisch Taipeh   | Tseng Hsiao-chia                                       |
|                       | 3     | Volksrepublik China | Gong Xingyu                                            |
| Punktefahren          | 1     | Hongkong            | Jamie Wong                                             |
|                       | 2     | Japan               | Minami Uwano                                           |
|                       | 3     | Malaysia            | Jupha Somnet                                           |
| Omnium                | 1     | Chinesisch Taipeh   | Hsiao Mei-yu                                           |
|                       | 2     | Südkorea            | Lee Min-Hye                                            |
|                       | 3     | Japan               | Minami Uwano                                           |

### Straßenradsport

#### Männer
| Disziplin        | Platz | Land        | Athlet              |
| ---------------- | ----- | ----------- | ------------------- |
| Straßenrennen    | 1     | Usbekistan  | Murodjon Xolmurodov |
|                  | 2     | Iran        | Arvin Moazzami      |
|                  | 3     | Kasachstan  | Andrei Misurow      |
| Einzelzeitfahren | 1     | Usbekistan  | Murodjon Xolmurodov |
|                  | 2     | Kasachstan  | Andrei Misurow      |
|                  | 3     | Kirgisistan | Eugen Wacker        |

#### Frauen
| Disziplin        | Platz | Land                | Athlet                            |
| ---------------- | ----- | ------------------- | --------------------------------- |
| Straßenrennen    | 1     | Chinesisch Taipeh   | Hsiao Mei-yu                      |
|                  | 2     | Volksrepublik China | Liu Xiaohui                       |
|                  | 3     | Volksrepublik China | Zhao Na                           |
| Einzelzeitfahren | 1     | Mongolei            | Tüwschindschargalyn Enchdschargal |
|                  | 2     | Japan               | Minami Uwano                      |
|                  | 3     | Hongkong            | Jamie Wong                        |

## Medaillenspiegel
| Rang  | Land                | Gold | Silber | Bronze | Gesamt |
| ----- | ------------------- | ---- | ------ | ------ | ------ |
| 1     | Südkorea            | 8    | 2      | 3      | 13     |
| 2     | Hongkong            | 4    | 1      | 2      | 7      |
| 3     | Malaysia            | 3    | 2      | 2      | 7      |
| 4     | Volksrepublik China | 2    | 4      | 6      | 12     |
| 5     | Chinesisch Taipeh   | 2    | 1      | 2      | 5      |
| 6     | Usbekistan          | 2    | 0      | 0      | 2      |
| 7     | Kasachstan          | 1    | 2      | 1      | 4      |
| 8     | Mongolei            | 1    | 0      | 0      | 1      |
| 9     | Japan               | 0    | 7      | 3      | 10     |
| 10    | Iran                | 0    | 4      | 3      | 7      |
| 11    | Kirgisistan         | 0    | 0      | 1      | 1      |
| Total | Total               | 23   | 23     | 23     | 69     |